# 中華航空605便オーバーラン事故
中華航空605便オーバーラン事故（ちゅうかこうくう605びんオーバーランじこ）とは、中華航空のボーイング747-409が1993年11月4日にイギリス領香港・啓徳空港で起こした航空事故である。機体の損傷は少なかったにもかかわらず、結果的にボーイング747-400型機では初となる全損事故となった。

## 事故の概要
| 同型機のボーイング747-400 |  | 事故後に引き上げられた機体 |
| 同型機のボーイング747-400 |  | 事故後に引き上げられた機体 |

1993年11月4日、中華航空605便は乗員22人、乗客274人を乗せて台湾の中正国際空港を離陸し、香港の啓徳空港に向った。機体はボーイング747-409（機体記号B-165）で、完成して1年にも満たない新鋭機であった。

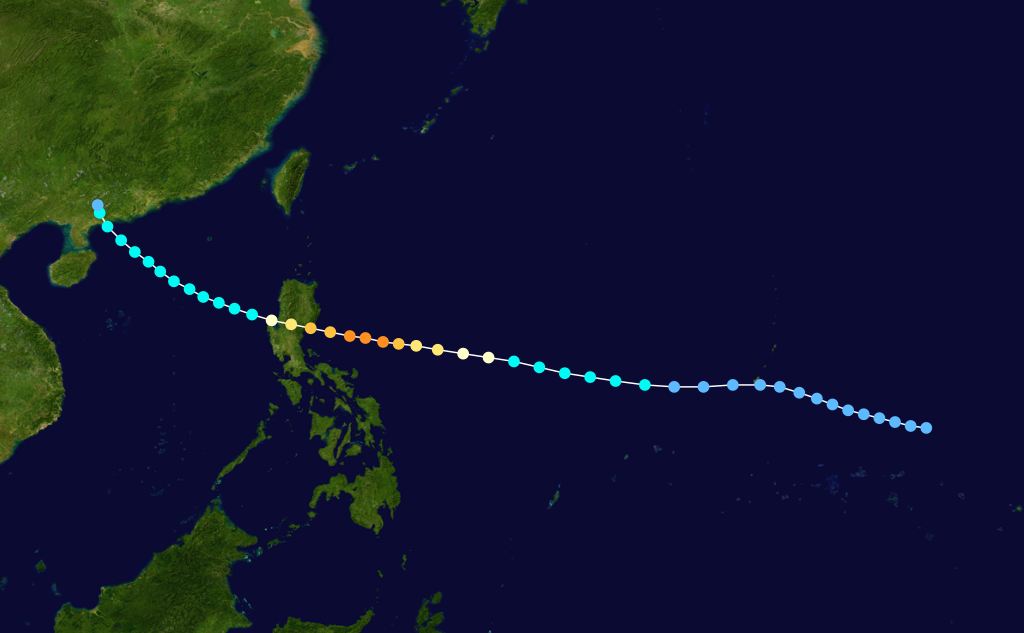
台風23号の進路図

605便は順調に飛行し、いよいよ啓徳空港への着陸進入を始めた。しかし、当日香港には台風23号が接近しており、機体は強風に煽られた。605便はタッチダウンゾーン内には接地したが、その後の横風への対応に手間取り、自動ブレーキシステムが解除されていることに気づかなかった。機体が安定した後逆噴射装置を作動させたが、残りの滑走路だけでは止まりきれずにオーバーランし、海に落ちて浅瀬で停止した。死者は発生しなかったものの10人が負傷した。
機体の損傷は酷くなかったため、中華航空は機体を引き上げ修理する計画であった。しかし、擱座した場所が滑走路31側の離着陸の経路にあたり、事故機の垂直尾翼が離着陸の際に邪魔になるうえ、機体を浅瀬から引き上げるのにも時間がかかるため、空港側からの早急な撤去の要請もあって、中華航空側は事故現場で垂直尾翼を切断した。垂直尾翼は機体の基本構造と繋がる構造部材であり、切り離した後再利用することはできないため、修理可能ではあったものの全損事故扱いとなった。
その後、機体は引き上げられ、空港内の整備区画に暫く保管されたが、先述したように完成から1年にも満たない新品同然の機体であり、流用できる部品も多かったことから後に解体されている。